# Matplotlib
Matplotlib és una biblioteca de programari per a generar gràfiques a partir de dades contingudes en llistes, o vectors, en el llenguatge de programació Python i en la seva extensió matemàtica NumPy. Aquesta llibreria va ser desenvolupada principalment per John Hunter. Proporciona una API, pylab, dissenyada per ser similar a les funcions gràfiques de MATLAB. Matplotlib és una aplicació de codi obert.
A data de març de 2013 el matplotlib 1.3.1 suporta tant les versions 2.6.x com 3.3.x de Python. La versió Matplotlib 1.2 va ser la primera en fuincionar en Python 3.x.

## Comparació amb MATLAB
La interfície de pylab és semblant a la de MATLAB i permet una transició fàcil per usuaris amb experiència amb aquest programari. Així doncs matplotlib pot servir com a alternativa a MATLAB tant per anàlisi matemàtics com pel processament de senyals. La combinació amb altres llibreries Python, com el NumPy, confereixen avantatges sobre MATLAB com ara:
- Basat en Python, llenguatge de programació potent i orientat a objectes.
- Programari lliure i de codi obert, sense llicències privatives.
- Suport natiu per fitxers vectorials SVG.

## Exemple de codi

Funció de Rosenbrock

```
from
 
mpl_toolkits.mplot3d
 
import
 
Axes3D

from
 
matplotlib
 
import
 
cm

from
 
matplotlib.colors
 
import
 
LogNorm

import
 
matplotlib.pyplot
 
as
 
plt

import
 
numpy
 
as
 
np

fig
 
=
 
plt
.
figure
()

ax
 
=
 
Axes3D
(
fig
,
 
azim
 
=
 
-
128
,
 
elev
 
=
 
43
)

s
 
=
 
.05

X
 
=
 
np
.
arange
(
-
2
,
 
2.
+
s
,
 
s
)

Y
 
=
 
np
.
arange
(
-
1
,
 
3.
+
s
,
 
s
)

X
,
 
Y
 
=
 
np
.
meshgrid
(
X
,
 
Y
)

Z
 
=
 
(
1.
-
X
)
**
2
 
+
 
100.
*
(
Y
-
X
*
X
)
**
2

ax
.
plot_surface
(
X
,
 
Y
,
 
Z
,
 
rstride
 
=
 
1
,
 
cstride
 
=
 
1
,
 
norm
 
=
 
LogNorm
(),
 
cmap
 
=
 
cm
.
jet
)

plt
.
xlabel
(
"x"
)

plt
.
ylabel
(
"y"
)

plt
.
show
()

```

## Exemples de representacions gràfiques

Cicle QBO
Vaixells de guerra de la Royal Navy, 1630-1875
Espiral logarítmica
Representació de taques solars, temperatura i CO₂